# 宮城豊嗣
宮城 豊嗣（みやぎ とよつぐ）は、江戸時代前期の旗本、大名。宮城頼久の子。

## 生涯
父の頼久は讃岐丸亀の太守である山崎家から宮城家に養子に迎えられた。豊嗣は丸亀藩主山崎家治の従兄弟に当たる。
慶長14年（1609年）に父が没した時はまだ幼少であったため、祖父豊盛が家督を再相続し、頼久はその後見を受けた。寛永4年（1627年）にそれまでの但馬国二方郡芦屋6,014石より加増されて、二方郡と気多郡内4村で合わせて1万3,000石を領して大名に列し、それまでの芦屋から清富に陣屋を移し清富藩初代藩主となった。
ただし豊嗣は江戸に定府の為、清富へは役人を派遣させていた。寛永16年（1639年）、豊盛の再建した慈照寺の修理・造営を父頼久の33回忌に行った。
承応2年（1653年）、死去。享年49。豊嗣に嗣子はなく宮城家は改易、但馬西部に存在した清富藩の領地は幕府に収公された。

## 参考資料
- 高柳光寿編『新訂寛政重修諸家譜』第10 続群書類従完成会、1966年
- 永運院文書（京都市指定文化財）